# Encefalopatia urêmica
Encefalopatia urêmica é uma complicação neurológica de uma insuficiência renal. Trata-se de um processo complexo e multifatorial que envolve distúrbios hormonais, estresse oxidativo, acúmulo de metabólitos, desequilíbrio entre neurotransmissores excitatórios e inibitórios e distúrbio do metabolismo intermediário.

## Características
Os sintomas de encefalopatia urêmica leve:
- Perda de apetite
- Náusea e vômito
- Inquietação
- Sonolência
- Letargia
- Tremor
- Fraqueza

Os sintomas de encefalopatia avançada são:
- Função cognitiva diminuída
- Confusão mental
- Alteração do comportamento
- Mioclonia
- Delirium
- Convulsão (generalizada, parcial ou focal)
- Coma

## Epidemiologia
Em um estudo com 374 pacientes em hemodiálise com 55 anos ou mais apenas 12,7% estavam completamente cognitivos intactos. Aproximadamente 14% tinham comprometimento cognitivo leve, 36% demonstraram comprometimento cognitivo moderado e 37% demonstraram prejuízos cognitivos graves.

## Tratamento
Frequentemente não respondem plenamente à diálise, podendo inclusive agravar os sintomas neurológicos com síndrome do desequilíbrio e demência, nem ao transplante renal. O transplante renal está associado maior risco de infecções do sistema nervoso central, sarcoma de células reticulares e mielinose pontina central.